# Guido Castelnuovo

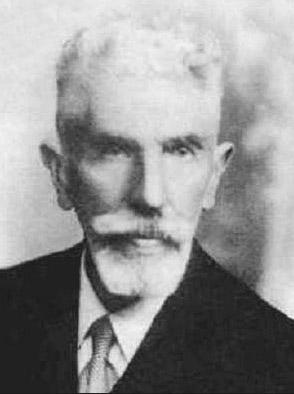
Guido Castelnuovo, ca. 1930

Guido Castelnuovo (* 14. August 1865 in Venedig; † 27. April 1952 in Rom) war ein italienischer Mathematiker, der hauptsächlich im Bereich der algebraischen Geometrie arbeitete.

## Leben
Der Sohn eines bekannten Romanciers studierte Mathematik bei Giuseppe Veronese in Padua, wo er 1886 seinen Abschluss machte. 1888 ging er als Assistent von Enrico D’Ovidio an die Universität Turin, mit dessen Schüler Corrado Segre er bereits korrespondierte. 1891 wurde er Professor für Geometrie in Rom und damit Kollege von Luigi Cremona, der aber hauptsächlich als Politiker aktiv war. Zu seinen Studenten gehörte die Mathematikerin und Physikerin Elena Freda. 1935 emeritierte er. Während des Zweiten Weltkriegs war er wie viele römische Juden gezwungen unterzutauchen und hielt Kurse für ebenfalls untergetauchte jüdische Studenten ab. Nach dem Krieg wurde er Präsident der Accademia dei Lincei, der er seit 1901 als korrespondierendes und seit 1918 als ordentliches Mitglied (socio nazionale) angehörte, und aus der er 1938 als Jude infolge der Italienischen Rassengesetze ausgeschlossen worden war, und 1949 Senator auf Lebenszeit. Bereits 1907 wurde er zum Ehrenmitglied der London Mathematical Society gewählt. Im Jahr 1923 wurde er zum Mitglied der Göttinger Akademie der Wissenschaften und der Leopoldina gewählt. 1929 wurde er korrespondierendes Mitglied der Académie des sciences und 1946 assoziiertes Mitglied der Académie royale des Sciences, des Lettres et des Beaux-Arts de Belgique. Castelnuovos Hauptarbeitsgebiet war die algebraische Geometrie. In seiner Turiner Zeit gab er der Theorie linearer Scharen von Brill und Max Noether (dessen Nachruf er mit Francesco Severi und Federigo Enriques in den Mathematischen Annalen Band 93 von 1925 verfasste) eine projektiv-geometrische Interpretation.  Mit F. Enriques war er in der italienischen Schule führend im Klassifikationsprogramm algebraischer Flächen.

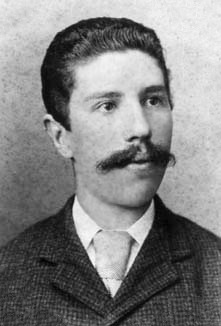
G. Castelnuovo, ca. 1885

Er war auch an Wahrscheinlichkeitstheorie interessiert, worüber er 1918 ein zweibändiges Werk schrieb (und 1937 ein bei Herman in Paris erschienenes französisches Buch), und an Fragen der Mathematik-Didaktik. Er schrieb auch 1938 ein Buch über die Ursprünge der Infinitesimalrechnung.
1928 hielt er einen Plenarvortrag auf dem Internationalen Mathematikerkongress in Bologna (La geometria algebrica e la scuola italiana).
Er war mit der Schwester von Federigo Enriques, Elbina, verheiratet. Seine Tochter Emma Castelnuovo (1913–2014) war eine in Italien bekannte Mathematik-Didaktikerin.